# Ладислав Ванек
Ладислав Ванек (чеськ. Ladislav Vaněk; 20 червня 1883 — 20 березня 1960) — чеський футболіст, що грав на позиції лівого нападника. В деяких джерелах також згадується як Мирослав Ванек (чеськ. Miroslav Vaněk).

## Футбольна кар'єра
Розпочав виступи у складі «Славії» у 1902 році. Зіграв за команду більше 200 матчів. «Славія» у той час проводила переважно товариські матчі. Більшість із них з найсильнішими клубами центральної Європи, а також з британськими командами різного рівня. Партнерами Ванека по лінії нападу клубу були Їндржих Баумрук, Ян Кошек, Йозеф Бенда, Ян Старий. 
Найвдалішими для команди були друга половина 1905—1907 роки, коли «Славія» здобула багато міжнародних перемог і вважалась однією з найсильніших у континентальній Європі. У 1905 році були здобуті перемоги над австрійськими командами «Вінер АК» (4:3, 4:0) і «Ферст Вієнна» (2:0, 1:0) і «Вієнна Крикет» (1:0), данським клубом «Болдклуббен 1893» (4:2). У 1906 році «Славія» зіграла багато матчів проти команд з Німеччини і лише в одному не здобула перемоги. В цьому ж році команді вдалося вперше в історії чеського футболу перемогти англійську професіональну команду — Саутгемптон — 4:0. Також успіхом стала нічия з шотландським «Селтіком» з рахунком 3:3 і перемога над провідним клубом Данії «Болдклуббен 1893» з рахунком 2:1, переможний гол у ворота якого забив Ванек на 86-й хвилині матчу.
У 1906 році зіграв один матч у складі збірної Богемії. У Празі Богемія зіграла внічию 4:4 зі збірною Угорщини.